# وال-راسین، کبک
وَل-رَسین (به فرانسوی: Val-Racine) قصبه‌ای در منطقه شهری لو گرانیت ناحیه استری در استان کبک کانادا است. در سرشماری سال ۲۰۱۱ این قصبه ۱۲۳ نفر جمعیت داشته‌است و مساحت آن ۱۱۶٫۸ کیلومتر مربع است.